# Apelul la ridicol
Apelul la ridicol este o eroare logică, în care argumentul oponentului se prezintă într-un mod care îl face să pară ridicol, adesea până la a crea un om de paie din argumentul care se încearcă a refuta.

## Forme
Această eroare logică are următoarea formă:
Se susține că X este ceva ridicol în afirmația A.
Prin urmare, A este falsă.

## Explicație
Este o tactică retorică de a lua în derâdere argumentul oponentului pentru a induce o reacție emoțională (fiind un caz specific de apel la emoție) în rândul audienței, prin accentuarea aspectului contra-intuitiv al argumentului făcându-l să pară prostesc și contrar bunului-simț. Asta, de obicei, se face prin demonstrarea logicii argumentului într-un mod extrem de absurd sau prezentarea argumentului care se vrea refutat într-o manieră foarte simplificată și adesea invocându-se un apel la consecințe.
Este de notat faptul că demonstrarea ridiculității unei afirmații prin metode legitime (prin formularea unui contra-argument corect) poate fi un motiv întemeiat pentru combaterea acelei afirmație. O metodă de a face asta este demonstrația prin reducerea la absurd (reductio ad absurdum) care este un tip valid de argument logic. 
De asemenea, de notat că această eroare logică nu trebuie confundată cu ridiculizarea persoanei care emite argumentul, care de fapt este o formă de ad hominem.

## Exemple
- Dacă teoria relativității a lui Einstein este adevărată, înseamnă că eu când conduc mașina, ea se va scurta și va deveni mai grea cu cât merg mai repede. Asta e nebunie !

- Dacă teoria evoluționistă ar fi adevărată asta ar însemna că stră-stră-stră-bunicul tău a fost un negroteu.